# Madagaskarfalke
Der Madagaskarfalke (Falco newtoni), auch als Malegassenturmfalke, Katiti (Kreolisch) oder Hitikitike (Malagasy) bezeichnet, ist ein Vogel aus der Gattung der Falken (Falco). Benannt wurde er nach dem britischen Ornithologen Edward Newton. Er kommt in zwei Rassen auf Madagaskar (Falco newtoni newtoni) und dem Aldabra-Atoll vor. Die Unterart von Aldabra wird auch als Aldabrafalke (Falco newtoni aldabranus) bezeichnet.

## Merkmale

### Madagaskarfalke
Die Körpergröße beträgt 30 cm. Die Flügellänge beträgt bei den Männchen 180 bis 195 mm und bei den Weibchen 188 bis 203 mm. Die Männchen erreichen ein Gewicht zwischen 112 und 118 Gramm. Die Weibchen können bis zu 128 Gramm schwer werden. Bei den Männchen sind Kopf und Nacken rötlichgrau mit schwarzen Strichen. Von der Schnabelbasis verläuft ein dünner, dunkler Bartstreif in Richtung der Kehle. Die Oberseite und die Flügeldecken sind kastanienbraun mit schwarzer Punktung. Die Oberschwanzdecken sind grau mit schwarzen Punkten. Die langen Flugfedern sind schwarzbraun, die breite Federinnenseite zeigt eine weiße und kastanienbraune Punktung. Die kurzen Flugfedern sind kastanienbraun und schwarz gebändert. Die Unterseite ist weißlich. Brust, Bauch und Unterflügeldecken sind schwarz gesprenkelt. Der Schwanz ist grau gefärbt und weist sechs bis sieben engere Querbinden sowie eine breite Endbinde auf. Alle Federn haben weiße Spitzen. Die Weibchen sind am Kopf mehr kastanienbraun gefärbt. Die Unterseite ist deutlich stärker gepunktet und der Schwanz ist braun mit einer schwarzen Bänderung. Darüber hinaus kommt bei beiden Geschlechtern auch eine rötliche Form vor. Bei diesem Morph sind Kopf und Nacken fast schwarz gefärbt. Körper und Unterflügeldecken sind dunkel kastanienbraun mit schwarzen Strichen und Punkten. Die Kehle zeigt eine gelbweiße Tünchung mit einem rötlichen Stich. Die Unterschwanzdecken sind grauweiß mit einer schwarzen Punktung. Der Schnabel ist schiefergrau mit einer schwarzen Spitze und an der Basis von einer gelben Wachshaut bedeckt. Die Beine sind gelb (Nominatform) oder orange (rötliche Form). Die Jungvögel sind ähnlich wie die Weibchen gefärbt. Sein Ruf besteht aus einem iitsi, kitsi, kitsi, kitsi.

### Aldabrafalke
Der Aldabrafalke (Falco newtoni aldabranus Grote, 1928) sieht dem Madagaskarfalken sehr ähnlich, ist aber etwas kleiner. Seine Flügellänge beträgt 170 bis 183 mm bei den Männchen und 177 bis 186 mm bei den Weibchen. Bei manchen Weibchen kann die Unterseite vollkommen weiß gefärbt sein.

## Verbreitung und Lebensraum
Der Madagaskarfalke hat ein sehr großes Verbreitungsgebiet, das Madagaskar, Mayotte und die Komoren umfasst. Seine Brutgebiete befinden sich auf Madagaskar. Als Lebensraum dienen Savannen, Feuchtgebiete, aber auch künstlich geschaffene Landschaften in der Nähe von menschlichen Siedlungen in einer Höhe von 0 bis 2000 m. Der Aldabrafalke lebt auf South Island (Grande Terre) im Aldabraatoll. Auch wurde er schon auf der Komoreninsel Anjouan nachgewiesen.

## Fortpflanzung
Die Brut- und Aufzuchtperiode umfasst die Zeit von September bis Januar. Er nistet in Baumhöhlen, felsigen Gebieten, Epiphyten, in Gebäuden oder in Palmen. Häufig benutzt er auch die Nester anderer Vögel, wie beispielsweise vom Schildraben. Die Gelegegröße besteht gewöhnlich aus vier rötlichbraunen Eiern.

## Ernährung
Seine Nahrung besteht aus Eidechsen und Insekten, die von einem niedrigen Hochsitz aus erspäht und entweder am Boden oder im Flug erbeutet werden. Er geht häufig zur Tag- und Abenddämmerung auf Beutesuche. Der Aldabrafalke jagt überwiegend Natternaugen-Skinke und Taggeckos.

## Status
Der Madagaskarfalke ist mit einer geschätzten Population von 60.000 bis 120.000 Exemplaren der häufigste Vertreter der Falkenartigen Madagaskars. Der Aldabrafalke ist dagegen selten. 1981 schätzte man den Bestand auf 80 bis 100 Individuen. Der Aldabrafalke ist in Anhang I des CITES-Abkommens aufgeführt, der Madagaskarfalke in Anhang II.